# جيوفاني أمبروجيو فيجينو

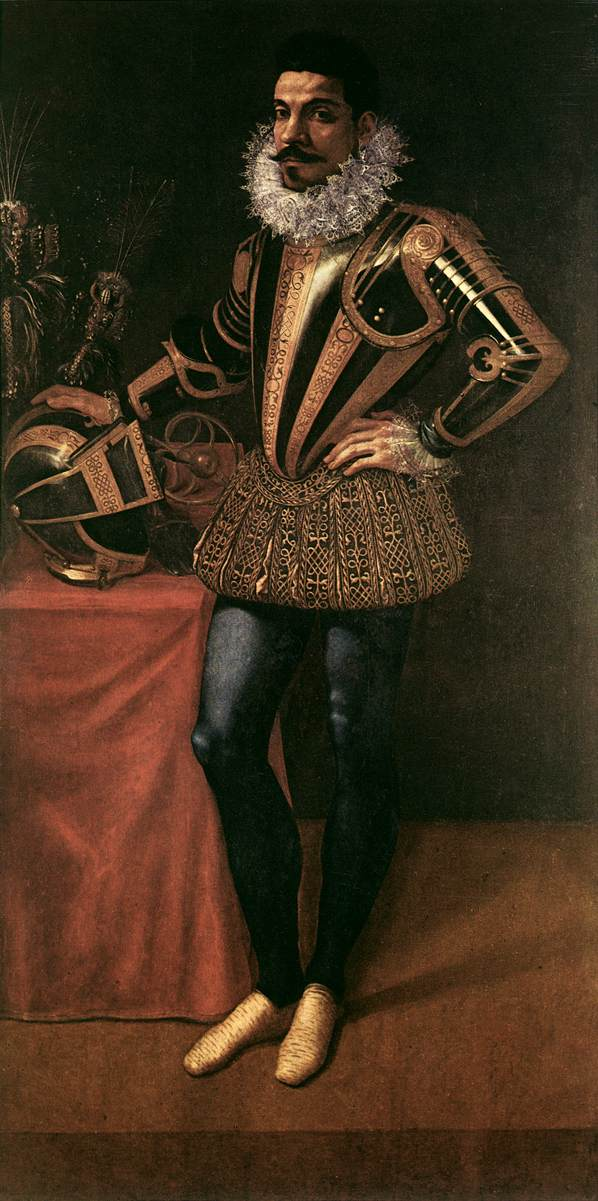
صورة للحقل المشير لوسيو فوبا ، كاليفورنيا. 1590.

جيوفاني أمبروجيو فيجينو (1548/1551 – 11 أكتوبر 1608) رسامًا إيطاليًا من عصر النهضة من ميلانو .

## سيرة شخصية
ممثل مهم لمدرسة اللومبارد للرسم ، وقد تم تدريسه من قبل جيان باولو لومازو . اشتهر بأنه رسام ، وكان أيضًا رسام صور ماهر. من بين الصور القليلة التي يمكن إرجاعها إلى فيجينو، تعد صورة المشير لوسيو فوبا واحدة من أفضل الصور المعروفة.
في 25 يناير 2001 ، تم بيع بورتريه لجيوفاني أنجيلو بالمزاد العلني في سوثبيز مقابل دولار أمريكي   750 435 1 دولار ؛ بعد تقدير مرتفع قدره دولار أمريكي   180،000 
تم رسم مصاريع الجهاز لكاتدرائية ميلانو بعد عام 1590 من قبل أمبروجيو ، كاميلو بروكاتشيني ، وجوسيبي ميدا ، تصور ممر البحر الأحمر وصعود المسيح . فيكاستيلو سفورشيسكو هناك لوحة له القديس أمبروز يطرد الأريوسيين .  و الحياة لا يزال ينسب اللوحة، على غير المألوف الموضوعي بين الايطاليين في عصره، من الخوخ له  كما رسم في ميلان لعيد الحبل بلا دنس لسانت أنطونيو، والعذراء مع الطفل، والقديسين، والجهات المانحة الآن في بريرا معرض .

## روابط خارجية
- وصف لأعماله المعروفة.
- البشارة ، رسم فيجينو.
- سيرة ذاتية موجزة لـ Figino من معرض الويب للفنون
- رسامو الحقيقة: إرث ليوناردو وكارافاجيو في لومباردي ، كتالوج معرض من متحف متروبوليتان للفنون (متاح بالكامل عبر الإنترنت بتنسيق PDF) ، والذي يحتوي على مواد في فيجينو (انظر الفهرس)